# Samson i Dalila (obraz Antoona van Dycka z 1620)

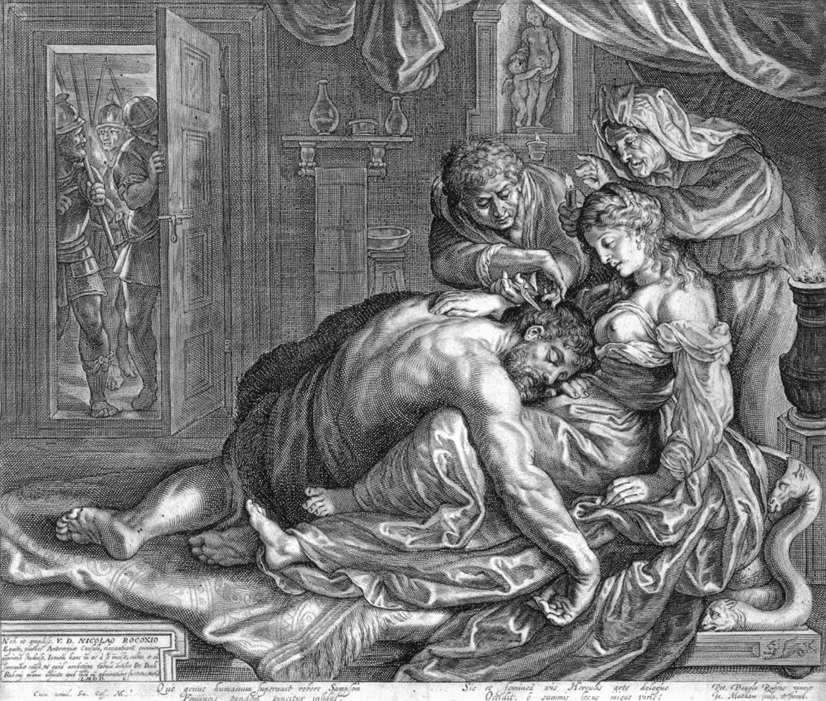
Samson i Dalila autorstwa Jacoba Mathama z 1613, 38 × 44 cm, Rockox House, Antwerpia

Samson i Dalila (niderl. Simson, slapend in Delila's schoot, worden de haren afgeknipt) – obraz flamandzkiego malarza okresu baroku Antoona van Dycka, znajdujący się w londyńskiej Dulwich Picture Gallery (nr inw. DPG127).

## Geneza obrazu
Temat obrazu został zaczerpnięty ze Starego Testamentu z Księgi Sędziów. Ilustruje finał historii filistynki Dalili i zakochanego w niej mocarza Samsona. Dalila była wysłanniczką Filistynów. Miała dowiedzieć się, gdzie tkwi przyczyna niezwyciężonej siły Samsona i wydać go jego wrogom. Po trzykrotnej próbie wyciągnięcia tajemnicy od zakochanego Samsona, w końcu Dalili udaje się odkryć tajemnicy siły mężczyzny: 

...wówczas otworzył przed nią całe swoje serce i wyznał jej: „Głowy mojej nie dotknęła nigdy brzytwa, albowiem od łona matki jestem Bożym nazirejczykiem. Gdyby mnie ogolono, siła moja odejdzie, osłabnę i stanę się zwykłym człowiekiem”. Dalila zrozumiawszy, że jej otworzył całe swe serce, posłała po władców filistyńskich z wiadomością: „Przyjdźcie jeszcze raz, gdyż otworzył mi całe swoje serce”. Przyszli więc do niej władcy filistyńscy, niosąc srebro w swoich rękach. Tymczasem uśpiła go na kolanach i przywołała jednego z mężczyzn, aby mu ogolił siedem splotów na głowie. (...) Wówczas Filistyni pojmali go, wyłupili mu oczy i zaprowadzili do Gazy, gdzie przykuty dwoma łańcuchami z brązu musiał w więzieniu mleć ziarno. (Sdz 16:17-21)

## Opis obrazu
Artysta przedstawia chwilę, gdy uśpionego Samsona dopada jeden z Filistynów i przygotowuje się do obcięcia mu włosów. Mocarz spoczywa na kolanach Dalili, która gestem lewej ręki nakazuje zachowanie ciszy, a drugą wskazuje na włosy mocarza. Scena rozgrywa się w otwartej loggi. Napięcie budują obecne wokół postacie: z prawej strony dwie służące, gdzie u starszej rysuje się podniecenie i ciekawość następstw wydarzeń, a u młodszej przerażenie. Z lewej strony widać przyczajonych żołnierzy filistyńskich nad którymi kłębią się ciemne chmury. Nad postacią śpiącego Samsona góruje postać balwierza trzymającego w ręce ledwie widoczny nóż. Według niektórych przekładów Biblii aktu ścięcia włosów dokonała sama Dalila.

### Inspiracje
Antoon van Dyck namalował kilka obrazów, których tematyka została zaczerpnięta ze Starego Testamentu, m.in. dwie wersje o Samsonie i Dalili oraz płótno Zuzanna i starcy. Pierwsza wersja o Samsonie nosi wyraźne wpływy dwóch wielkich malarzy: Rubensa i Tycjana. Choć układ postaci jest bardzo zbliżony do dzieła Samson i Dalila Rubensa to bezpośrednią inspiracją jest grafika Jacoba Mathama z 1613 roku. W postaci kobiety można znaleźć echa tradycji weneckiego malarstwa, głównie aktów prostytutek. Dalila ma na sobie tradycyjny makijaż paryskiej prostytutki: kredowo-białą karnację i mocno różowe policzki.

### Technika
Van Dyck poprzez zygzakowatą kompozycję postaci uzyskuje głębię obrazu. Śledząc narrację od postaci balwierza poprzez Dalilę i dwie służące dochodzimy do dzbana widocznego w przestrzeni pomiędzy postaciami, a następnie do rycerza skąpanego w cieniu i jego kompanów. Artysta wykorzystał również grę kolorów i oświetlenia. Prawa strona skąpana jest w jasnym świetle z punktem kulminacyjnym skupiającym się na postaci Filistynki. Lewa strona pogrążona jest w cieniu z refleksami zbroi żołnierza.
W latach 1628–1630 van Dyck ponownie podjął temat starotestamentowych bohaterów i namalował obraz o tym samym tytule: Samsona i Dalili.